# Acropora tenella
Acropora tenella är en korallart som först beskrevs av Brook 1892.  Acropora tenella ingår i släktet Acropora och familjen Acroporidae. IUCN kategoriserar arten globalt som sårbar. Inga underarter finns listade i Catalogue of Life.